# Floorfiller
"Floorfiller" – drugi singel grupy A*Teens z ich trzeciego albumu Pop 'Til You Drop!.
Funkowo-dance'owy utwór został wydany w radio w lipcu 2002 roku w Ameryce Północnej, a w sierpniu w Ameryce Południowej. Piosenka osiągnęła 6. pozycję w Meksyku, 1. w Argentynie, 15. w Chile oraz 1. w Radiu Disney w USA.
Utwór został napisany przez Grizzly’ego, Tyspera i Macka, którzy pracowali także z A*Teens nad "Upside Down" i "Halfway Around the World". Singel został wydany w Europie w październiku 2002 i wspiął się na 4. pozycję w Szwecji zdobywając status złotej płyty. W Niemczech zajął 33. pozycję, a w Austrii 46.

## Teledysk
Teledysk został wyreżyserowany przez Sanaa Hamri i nakręcony w klubie The Loft w Los Angeles w Kalifornii. Członkowie zespołu mieli brali udział w tworzeniu pomysłu na wideo. Klip był popularny na kanałach muzycznych i stał się 63. najczęściej puszczanym teledyskiem w stacji MTV w Meksyku oraz 45. na MTV w Argentynie. Został również 23. utworem na liście Telehit Top 100 w 2002 roku. Choreografem klipu był Charles Klapow, który pracował też przy produkcji filmu High School Musical.

## Formaty singli
Europejski 2-ścieżkowy singel CD
1. "Floorfiller" (Radio Version) – 3:13
2. "Floorfiller" (Extended Version) – 4:04

Europejski/Południowoafrykański CD Maxi
1. "Floorfiller" (Radio Version) – 3:13
2. "Floorfiller" (Extended Version) – 4:04
3. "Floorfiller" (My Short Version) – 3:03
4. "Floorfiller" (My Long Version) – 4:34

U.S. singel DVD
1. "Floorfiller" (Music Video)
2. "Sugar Rush" (Music Video)